# Villa General Güemes
Villa General Güemes é um município da Argentina, localizada na província de Formosa.